# 北角匯
北角匯（英語：Harbour North）位於香港香港島北角，是新鴻基地產的一個商場，位於住宅項目海璇的基座。商場總面積約22萬方呎，包括住宅基座商場14.6萬方呎及酒店商場7.4萬方呎，分別樓高4層與5層，提供約120至130間舖，面積約150至14,000方呎，呎租較同區為高，意向呎租由60至300元。商戶組合方面，以時尚服飾及飲食為主，前者佔30至35%，後者佔30%，美容化妝佔15%，生活用品及超市佔10%，影音視訊佔5至10%，鐘錶珠寶則僅佔5%。商場現已開始招預租，目前已有逾100個零售商戶有意承租，其中一田百貨進駐2.9萬方呎舖位。商場零售項目總投資額達32億元，招租階段宣傳費約1,000萬元。

## 歷史

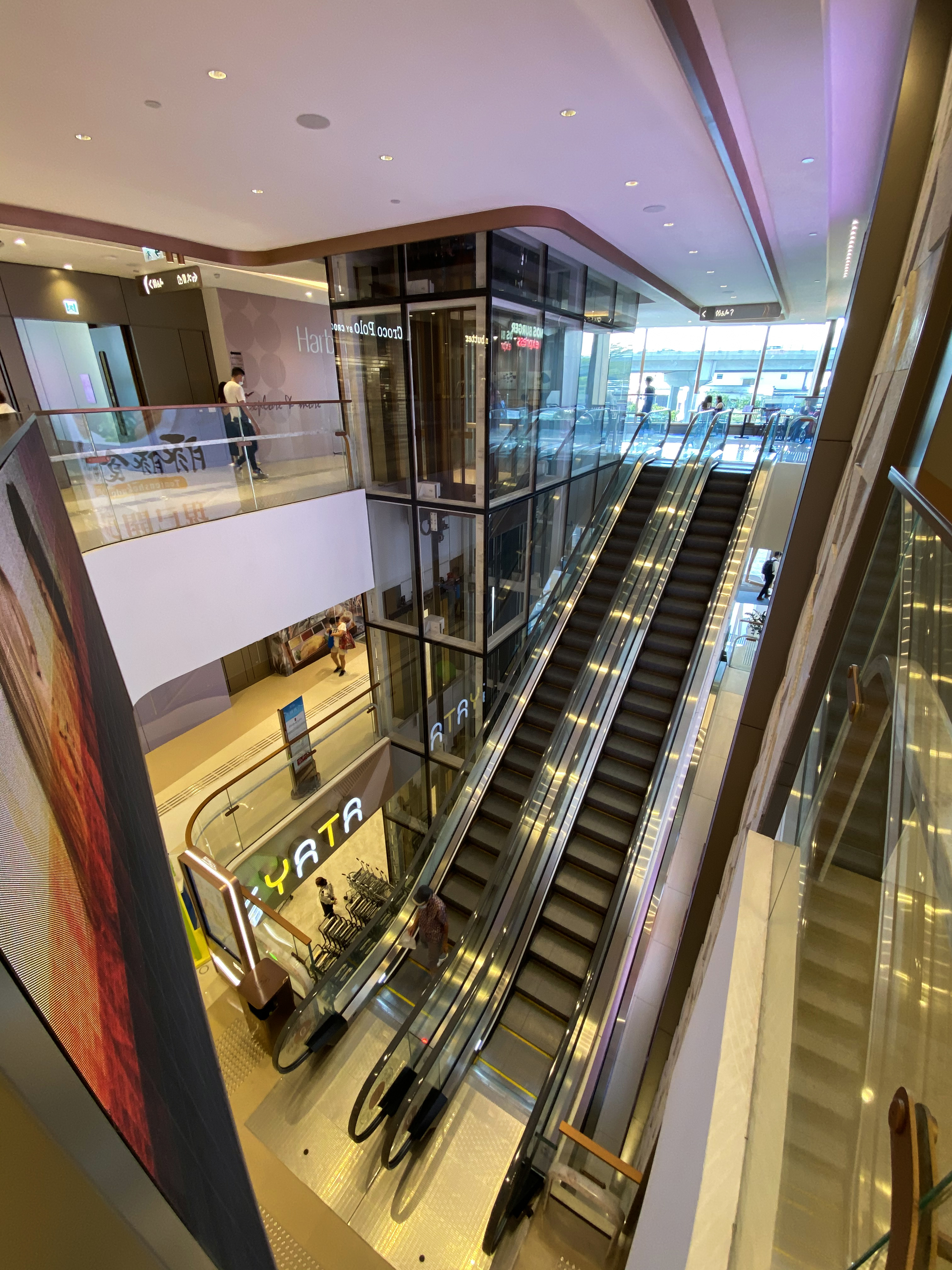
北角匯二期中庭

首階段酒店大樓商場部分樓高5層，起初命名為Harbour North@VIC，後來更名為北角匯一期，佔地67,500平方呎，在2018年12月13日開幕。場內有60間商舖，包括20間化妝品牌店，服裝、珠寶首飾、旅遊及電子用品店和8間海景食肆。
而第二階段住宅商場位於渣華道133號，設有9間街舖，合共8,000方呎，命名為北角匯三期，已於2019年9月開幕。租戶包括卓悅、蘇寧、屈臣氏和太子珠寶鐘錶。
第三階段商場，位於渣華道123號，樓高3層，包括91間商舖和2萬平方呎露天海景食肆，命名為北角匯二期，在2019年11月5日開業。包括一田超市、樓高2層的UNIQLO、日系家品店BRUNO、多間時裝店和珠寶店、3間輕食餐廳、Café和14間特色食肆 Sushiro壽司郎等。2020年11月28日，2樓開設佔地7000平方呎的「ACX CINEMAS」戲院，提供4個影院,提供約130個座位（惟於2024年起暫停營業，將由英皇院線接手)。
2021年6月，2期地下G32&33號舖開設佔地3800平方呎新世界韓國食品公司一站式韓國食品專門店。

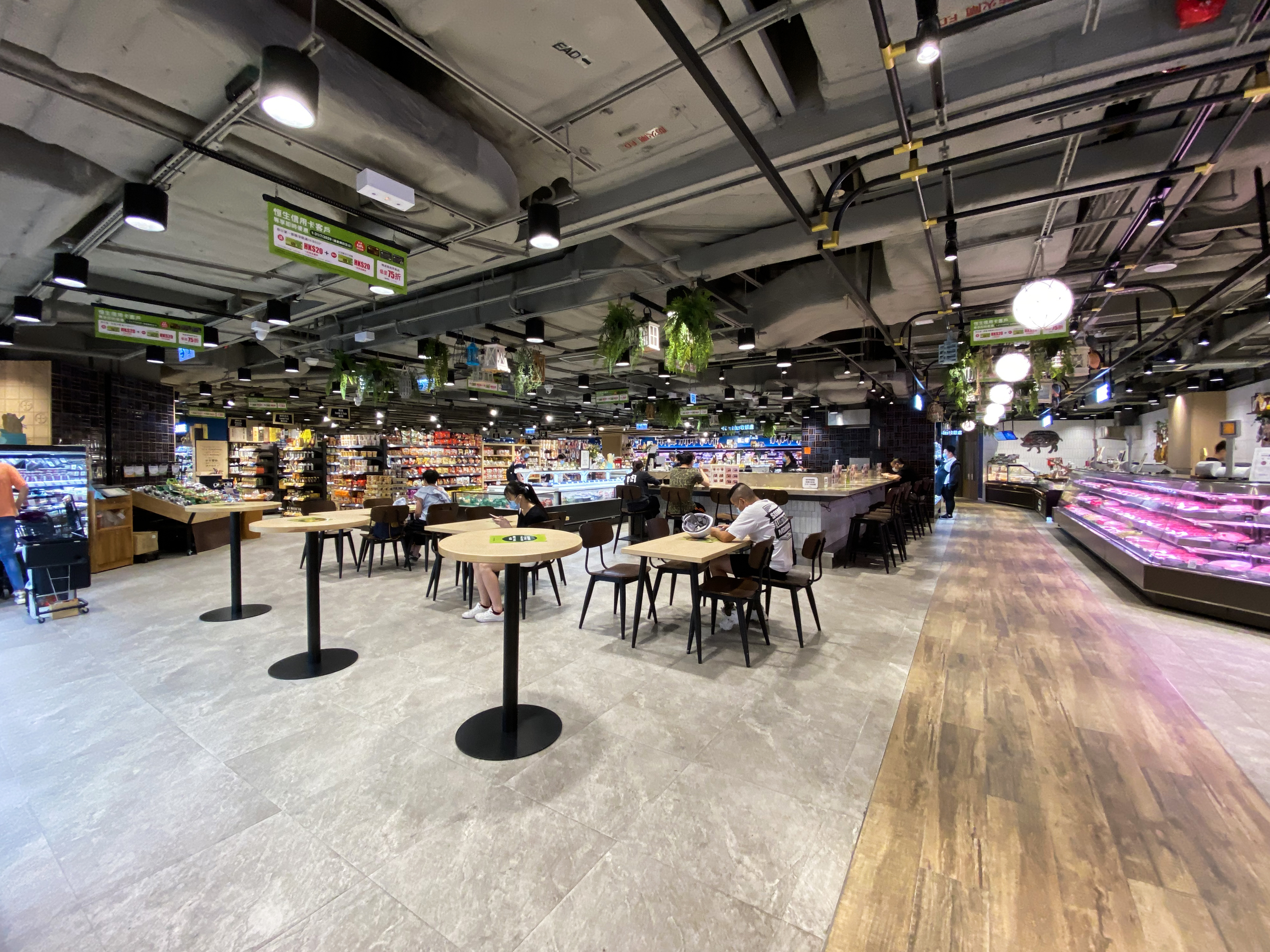
北角匯二期地庫為一田超市
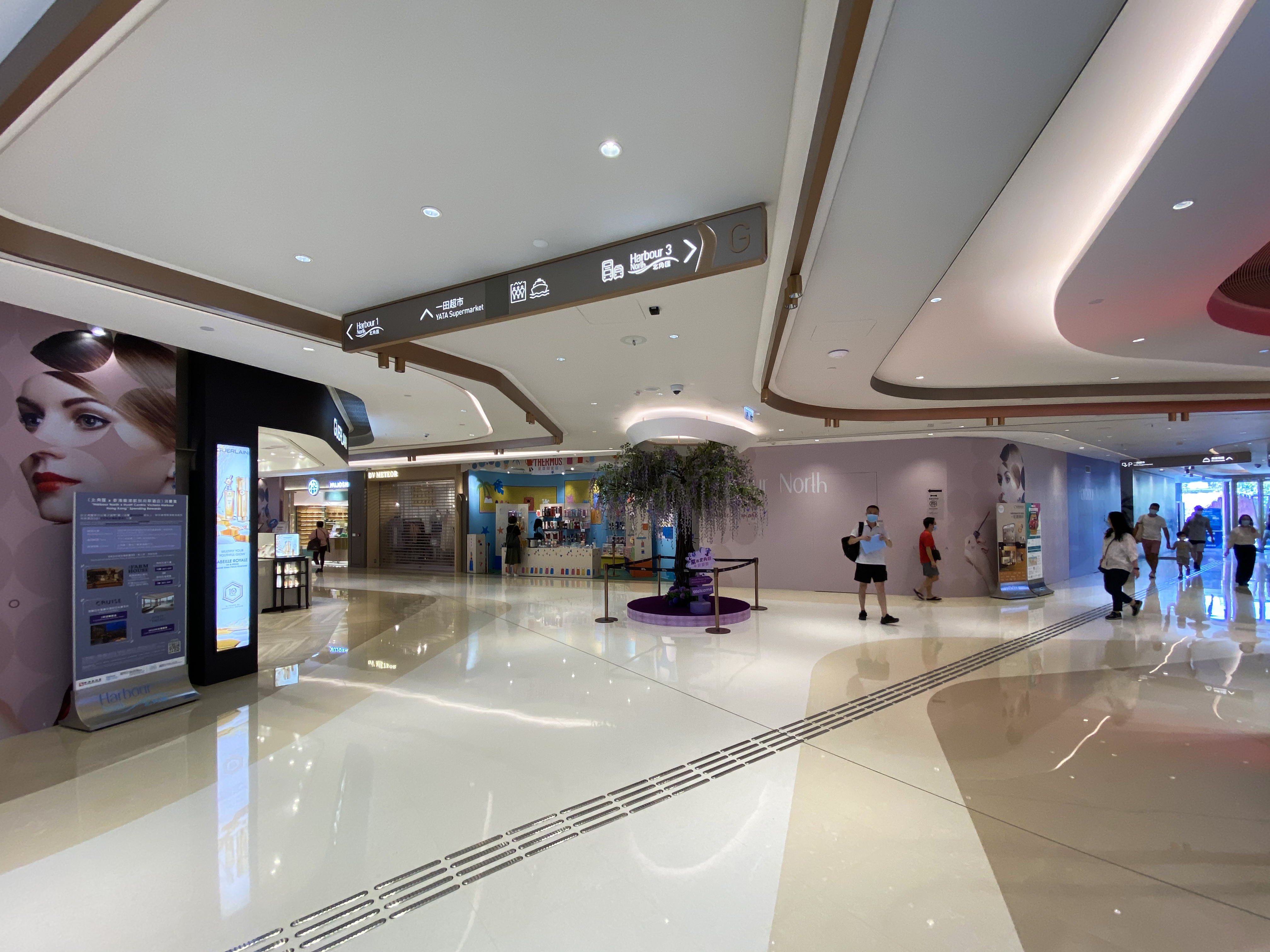
北角匯二期地下
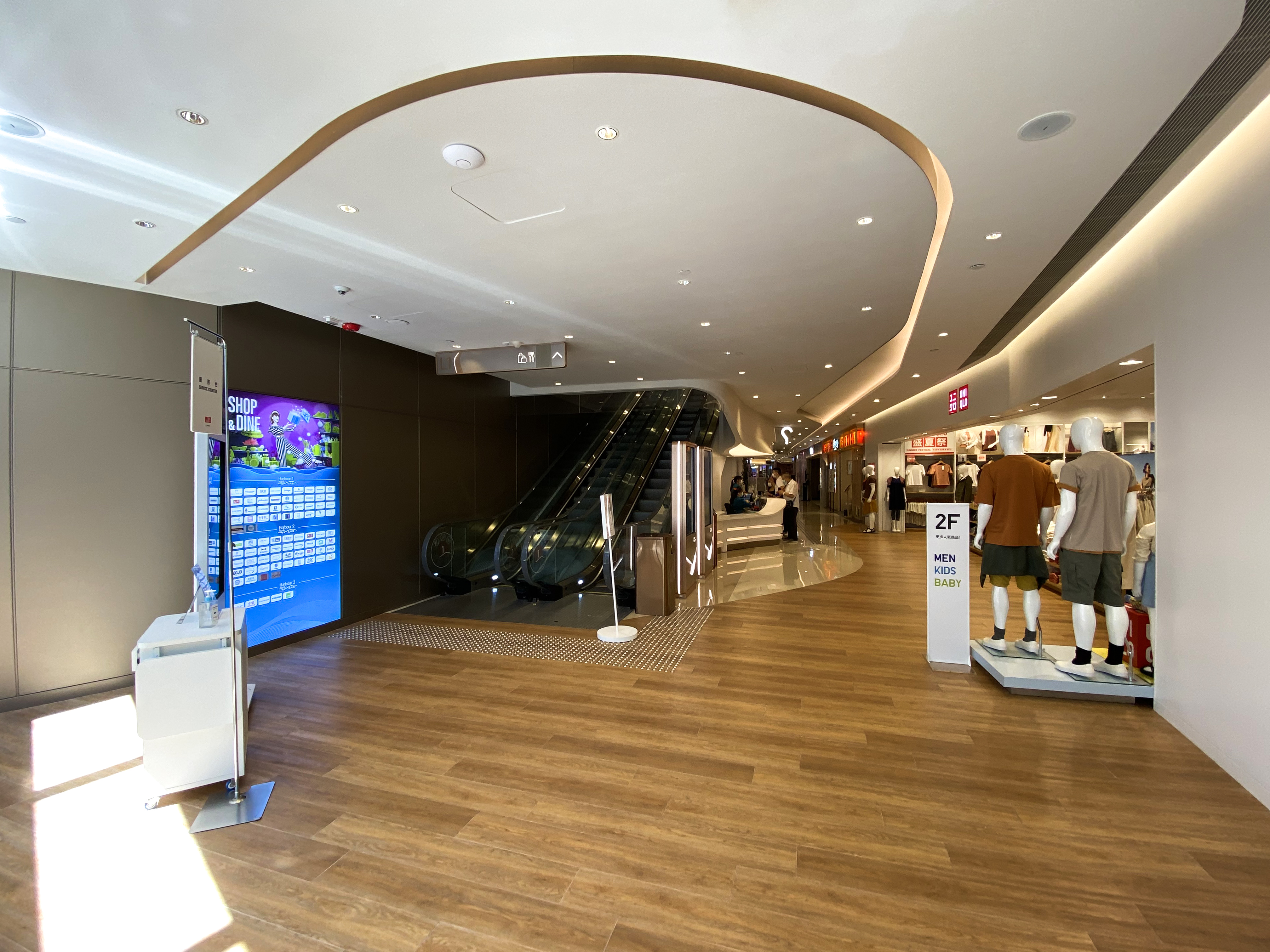
北角匯二期1樓
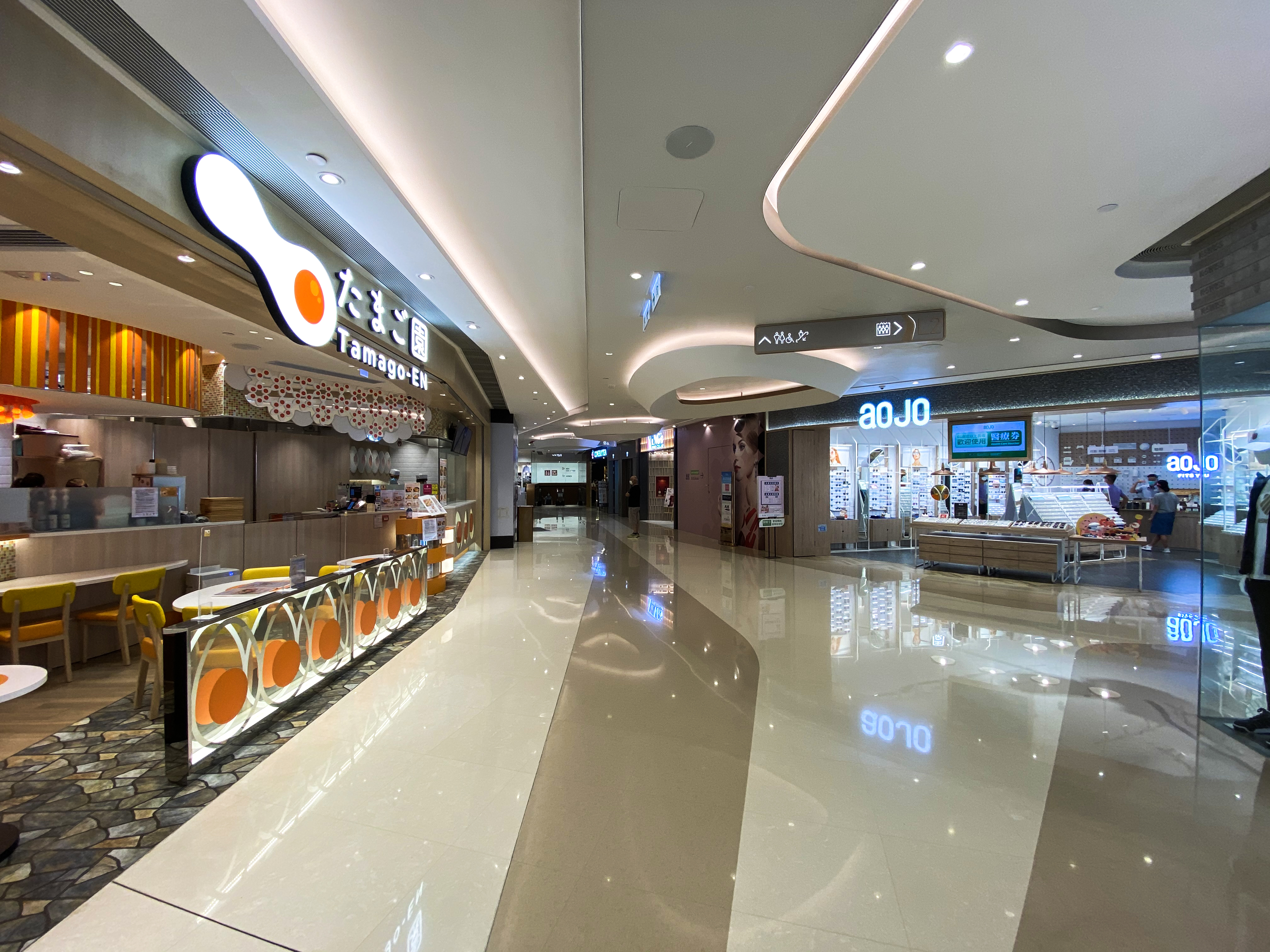
北角匯二期2樓
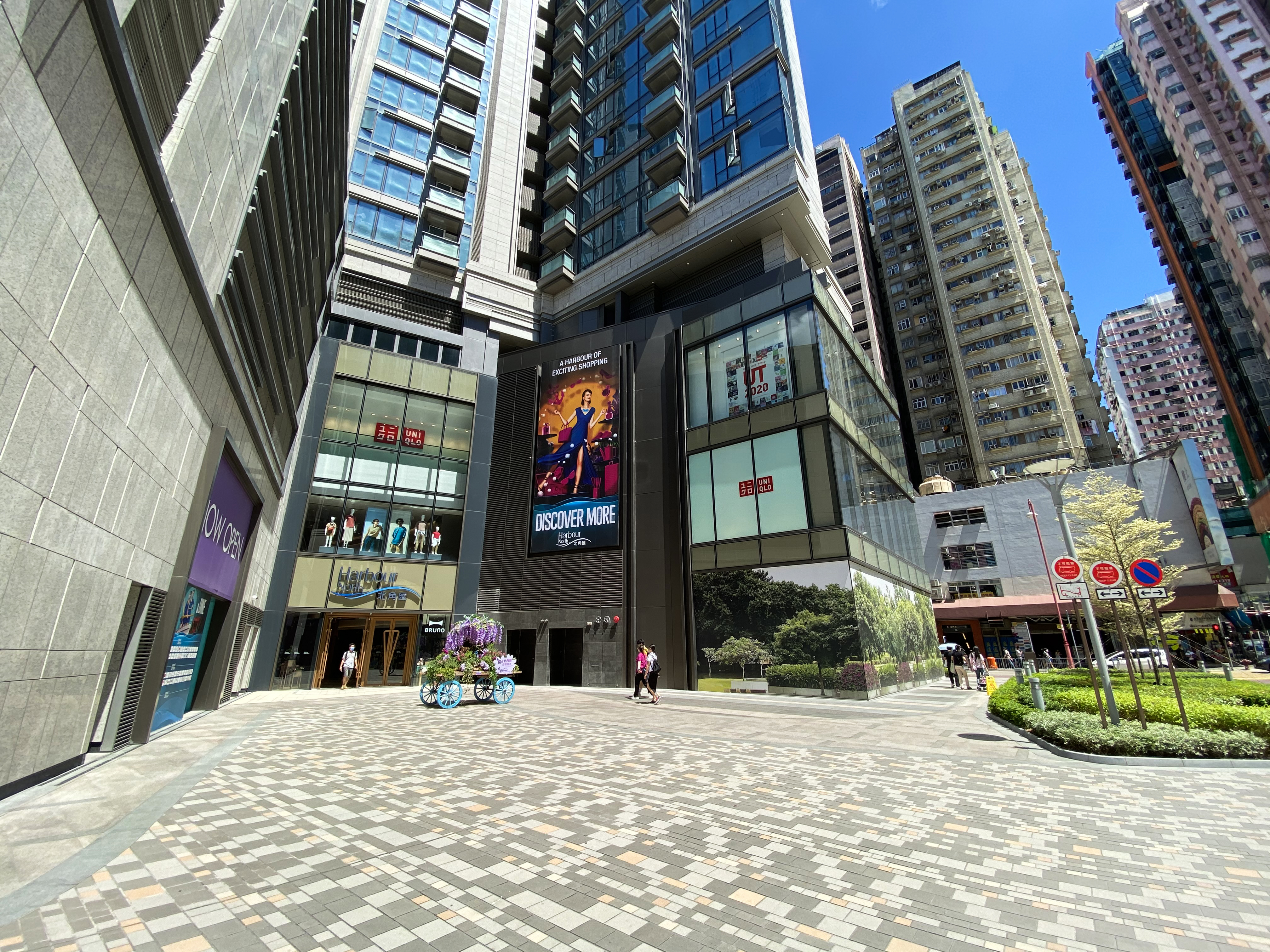
北角匯二期入口
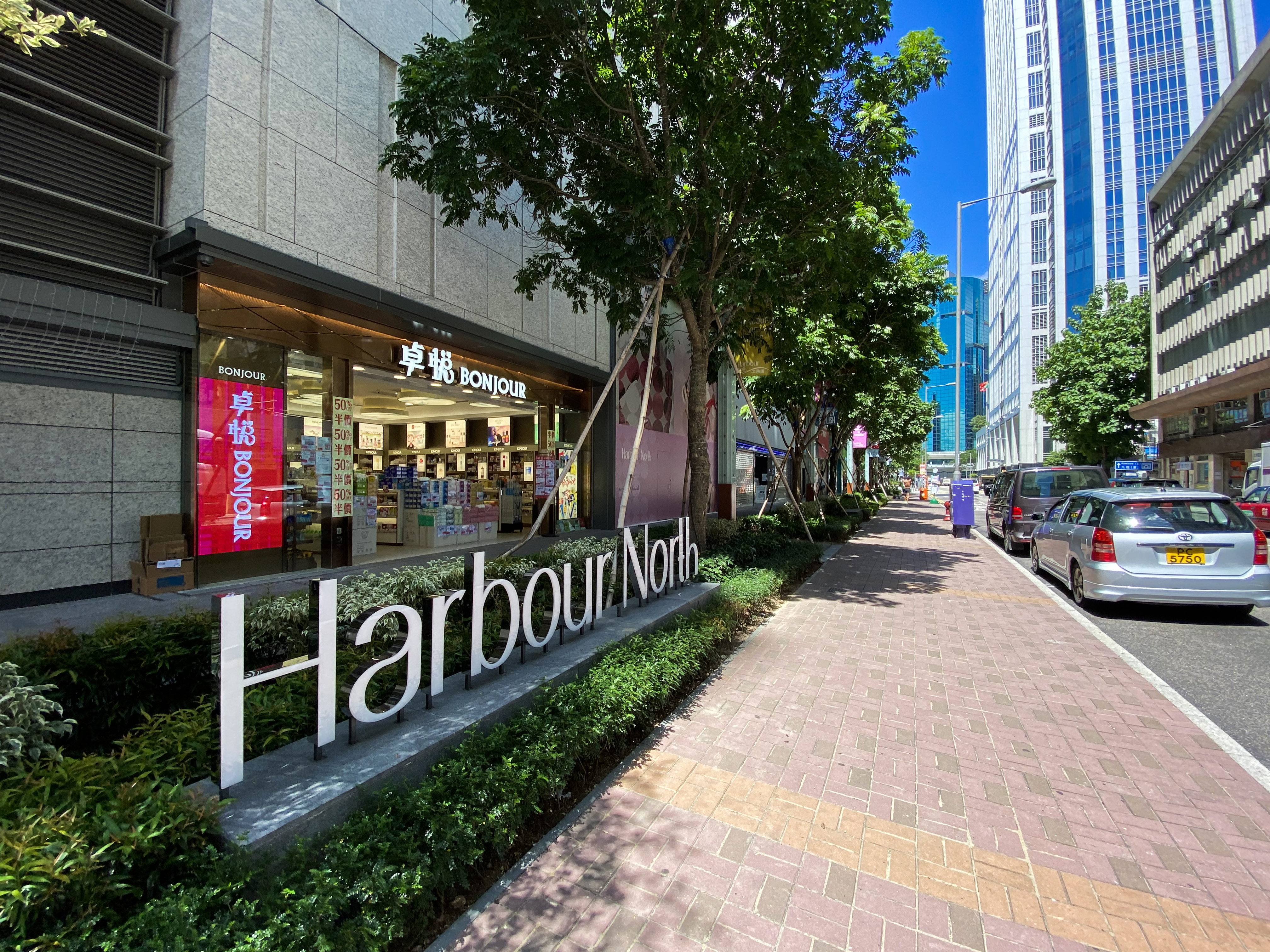
北角匯三期為街舖

## 外部連結
- （繁體中文）北角匯（页面存档备份，存于）